# 经楼镇
经楼镇，是中华人民共和国江西省宜春市樟树市下辖的一个乡镇级行政单位。

## 行政区划
经楼镇下辖以下地区：
经楼街社区、后窑村、前窑村、杨彭村、经楼村、沿园村、水溪村、皎湖村、湾头村、神岭村、中林村、横岗村、大路村、小洋村、老店村和两江村。